# Tadeus Reichstein
Tadeus Reichstein, född 20 juli 1897 i Włocławek, död 1 augusti 1996 i Basel, var en polsk-schweizisk kemist och professor i Basel.

## Biografi
Reichstein var av judisk härkomst och tillbringade sin tidiga barndom i Kiev innan han började sin utbildning på internat i Jena i Tyskland.
Under sitt arbete i Zürich 1933, lyckades han, oberoende av Sir Norman Haworth och dennes medarbetare i Storbritannien, syntetisera vitamin C (askorbinsyra) i vad som nu kallas Reichstein-processen.
År 1950 tilldelades han, tillsammans med Edward C. Kendall och Philip Showalter Hench, Nobelpriset i fysiologi eller medicin 1950 för sitt arbete med hormoner i binjurebarken som kulminerade i isolering av kortison.
Auktorsnamnet Reichst. kan användas för Tadeus Reichstein i samband med ett vetenskapligt namn inom botaniken; se Wikipediaartiklar som länkar till auktorsnamnet.